# Robert Knudson
Robert „Buzz“ Irving Knudson (* 29. September 1925 in Los Angeles, Kalifornien; † 21. Januar 2006 in Columbia, South Carolina) war ein US-amerikanischer Film- und Tontechniker, der sowohl den Oscar für den besten Ton als auch den British Academy Film Award in der gleichen Kategorie mehrmals gewann.

## Biografie
Knudson spielte einige Zeit als Pitcher in Baseball-Ligen und lernte während dieser Zeit seine Frau Jean Knudson kennen, mit der er von 1951 bis zu seinem Tode fast 55 Jahre verheiratet war. 1960 wurde er Aufnahmeingenieur bei der unabhängigen Filmtonbearbeitungsfirma Todd-AO und stieg dort 1982 zum Präsidenten der Firma auf, ehe er im Anschluss von 1990 bis zu seinem Ruhestand 2003 Vize-Vorstandsvorsitzender sowie Berater von Todd-AO war.
Nachdem er 1963 bei Tom Jones – Zwischen Bett und Galgen erstmals an der Erstellung eines Films mitwirkte, begann seine eigentliche Laufbahn in der Filmwirtschaft Hollywoods Anfang der 1970er Jahre.
Bei der Oscarverleihung 1973 erhielt er zusammen mit David Hildyard erstmals einen Oscar für den besten Ton sowie einen Stella Award (später British Academy Film Award) für den besten Ton in Cabaret (1972), wobei der Preis auch an Arthur Piantadosi ging. Bei der darauf folgenden Oscarverleihung 1974 erhielt er gemeinsam mit Christopher Newman seinen zweiten Oscar für den besten Ton für den Film Der Exorzist (1973) sowie zusammen mit Newman, Jean-Louis Ducarme, Fred J. Brown, Bob Fine, Ross Taylor, Ron Nagle, Doc Siegel, Gonzalo Gavira und Hal Landaker eine zusätzliche Nominierung für den Britischen Filmpreis für den besten Ton.
Für den Film A Star Is Born (1976) erhielt er mit Dan Wallin, Robert J. Glass und Tom Overton sowohl eine Nominierung für den Oscar 1977 als auch 1978 mit R. Glass, Marvin I. Kosberg, T. Overton, Josef von Stroheim und D. Wallin für den BAFTA Award. Bei der Oscarverleihung 1978 war er gleich zwei Mal nominiert: Zunächst mit R. Glass, Richard Tyler und Jean-Louis Ducarme für Atemlos vor Angst (1977) und daneben zusammen mit R. Glass, Don MacDougall und Gene S. Cantamessa für Unheimliche Begegnung der dritten Art (1977). Hierfür war er mit G.S. Cantamessa, D. MacDougall, R. Glass, Stephen Katz, Frank E. Warner, Richard Oswald, David M. Horton, Sam Gemette, Gary S. Gerlich, Chester Slomka und Neil Burrow auch wiederum 1979 auch für den BAFTA Award für den besten Ton nominiert. Weitere Nominierungen für den Oscar für den besten Ton folgten 1979 mit R. Glass, D. MacDougall und Jack Solomon für Um Kopf und Kragen (Hooper, 1979) sowie 1980 zusammen mit R. Glass, D. MacDougall und G.S. Cantamessa für 1941 – Wo bitte geht’s nach Hollywood (1980).
Für E.T. – Der Außerirdische (1982) erhielt er 1983 nicht nur zusammen mit R. Glass, Don Digirolamo und G.S. Cantamessa seinen dritten Oscar für den besten Ton, sondern abermals mit Charles L. Campbell, Glass, Digirolamo und Cantamessa auch eine zusätzliche Nominierung für den BAFTA Award in dieser Kategorie. Ebenfalls für den BAFTA Award für den besten Ton war er zusammen mit James E. Webb, R. Glass und D. Digirolamo für den Ton in Flashdance nominiert. Für Das Reich der Sonne (1987) war er 1988 mit D. Digirolamo, John S. Boyd und Tony Dawe für einen Oscar, sowie mit T. Dawe, C.L. Campbell, Louis L. Edemann für einen weiteren BAFTA Award für den besten Ton nominiert. Seine letzte Nominierung für einen Oscar für den besten Ton erhielt er zusammen mit J. Boyd, D. Digirolamo und T. Dawe bei der Oscarverleihung 1989.
Für seinen Lebenswerk erhielt er im Jahr 2000 von der Gilde der Tontechniker (Cinema Audio Society (CAS)) als weiteren Filmpreis den Career Achievement Award.
Während seiner Laufbahn arbeitete Knudson, der auch den Ton in Scarface (1983) bearbeitete, mit Filmregisseuren wie Bob Fosse, William Friedkin, Frank Pierson, Steven Spielberg, Adrian Lyne, Hal Needham und Robert Zemeckis zusammen.